# 달고 오묘한 그 말씀
달고 오묘한 그 말씀은 CBS 표준FM에서 2012년 5월 21일부터 2018년 9월 29일까지 6년간 방송됐던 성경 통독 프로그램이다.

## 역대 방송시간
| 방송 채널  | 방송 기간                         | 방송 시간                   |
| ---------- | --------------------------------- | --------------------------- |
| CBS 표준FM | 2012년 5월 21일 ~ 2015년 9월 12일 | 월~토요일 밤 9:00 ~ 밤 9:30 |
| CBS 표준FM | 2015년 9월 14일 ~ 2018년 9월 29일 | 월~토요일 밤 9:05 ~ 밤 9:30 |

## 역대 진행자
- 2012년 5월 21일 ~ 2013년 10월 26일 : 심기식 아나운서
- 2013년 10월 28일 ~ 2014년 11월 8일 : 김윤주 아나운서
- 2014년 11월 10일 ~ 2018년 9월 29일 : 신지혜 아나운서